# 塞达特·阿尔图奇
塞达特·阿尔图奇（土耳其語：Sedat Artuç，1976年6月9日—），土耳其男子举重运动员。他曾代表土耳其参加2004年和2008年夏季奥林匹克运动会举重比赛，其中2004年奥运会获得一枚铜牌。